# 李菂
李菂（1972年—），男，汉族，重庆人，中国天文学家，中国科学院国家天文台研究员，“中国天眼”首席科学家。

## 家庭
父亲李惕碚。